# Стэнхоуп, Уильям, 1-й граф Харрингтон
Уильям Стэнхоуп, 1-й граф Харрингтон (англ. William Stanhope, 1st Earl of Harrington; ок. 1683 — 8 декабря 1756) — британский государственный деятель и дипломат.

## Ранняя жизнь

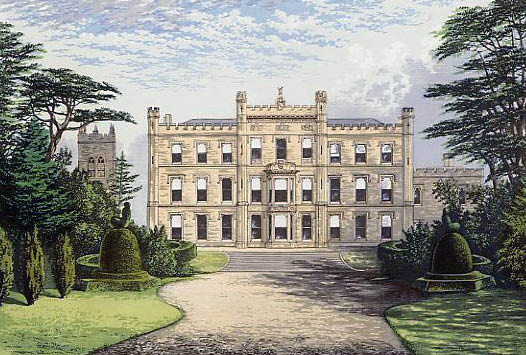
Семейный дом в Элвастоне, Дербишир, XIX век

Родился около 1683 года Элвастоне, графство Дербишир. Третий сын джона Стэнхоупа и Дороти Агард. Он получил в Итонском колледже (Виндзор, графство Беркшир).

## Карьера
После окончания учёбы Уильям Стэнхоуп поступил на военную службу в британскую армию. Он участвовал в Войне за испанское наследство в чинах лейтенанта и капитана 2-го пехотного гвардейского полка (1703), капитана и подполковника 3-го пехотного гвардейского полка (1710), полковника пехотного полка (1711—1712) и драгунского полка (1715—1718).
Уильям Стэнхоуп заседал в Палате общин Великобритании от Дерби (1715—1722), Стейнинга (1727) и Дерби (1727—1730). Занимал должности посланника в Мадриде (1717—1718), Турине (1718—1720) и Мадриде (1720). Член Тайного совета Великобритании (1727), вице-камергер королевского двора (1727—1730).
Позднее Уильям Стэнхоуп служил дипломатом в Испании и в начале Войны четвертого альянса присоединился к французской армии под командованием герцога Бервика в качестве добровольца. Он сопровождал армию Бервика во время успешной осады Сан-Себастьяна. Когда война закончилась в 1720 году, Стэнхоуп был назначен британским послом в Испании и получил чин полковника 13-го лёгкого драгунского полка, позже 13-го гусарского полка. Он сохранял эту должность до начала англо-испанской войны в марте 1727 года, заработав себе репутацию дипломата в трудный период .

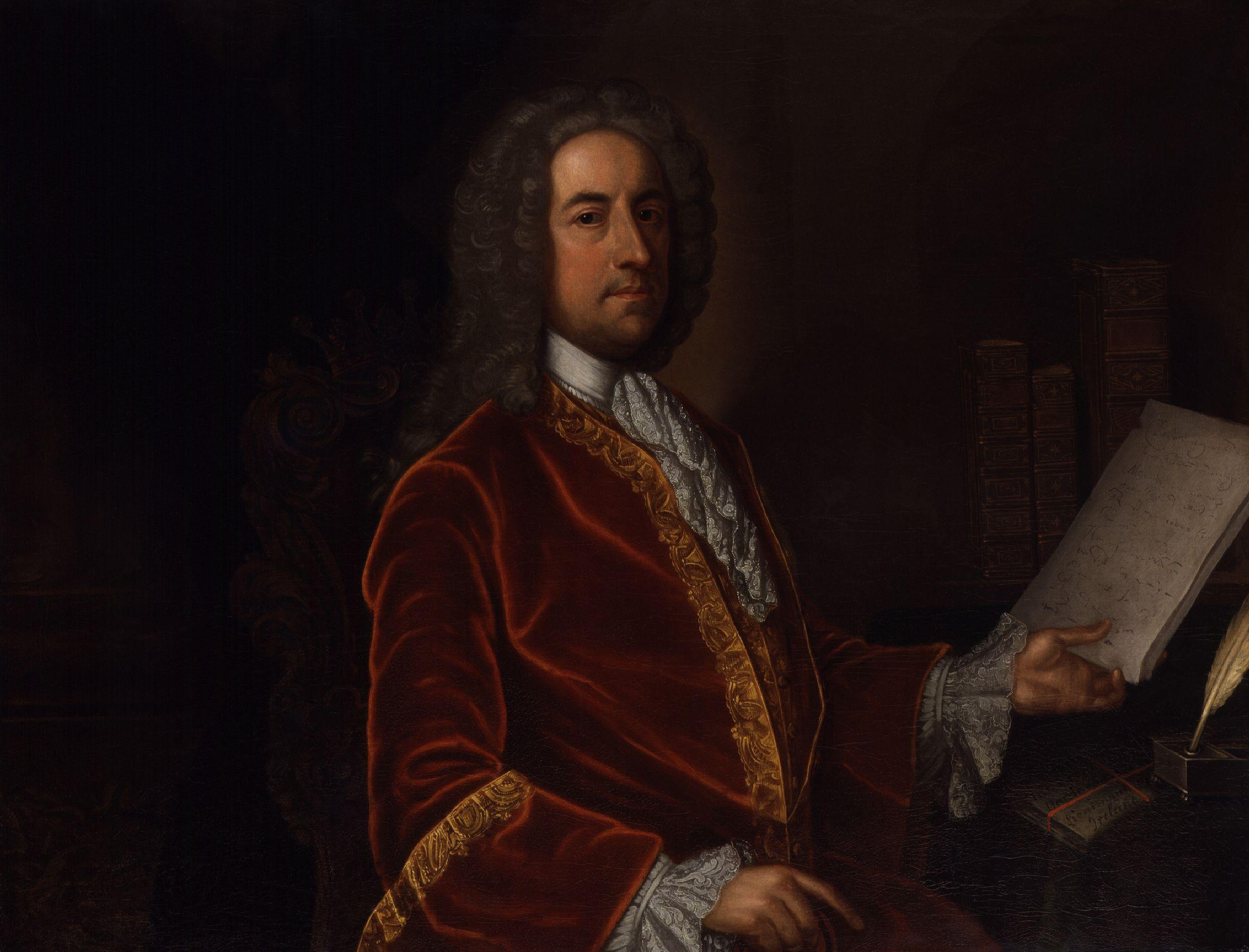
Уильям Стэнхоуп, 1-й граф Харрингтон

В награду за участие в переговорах по Севильскому договору 1729 года Уильям Стэнхоуп в январе 1730 года получил титул барона Харрингтона. В 1730—1742 годах он занимал должность секретаря Северного департамента в правительстве под руководством Роберта Уолпола. В 1742—1745 года — лорд-председатель Совета. В феврале 1742 года ему были пожалованы титулы графа Харрингтона и виконта Питершама.
При поддержке своего политического союзника, герцога Ньюкасла, он был восстановлен на посту секретаря Северного департамента в 1744 году, но подал в отставку в феврале 1746 года из-за своего предпочтения немедленному прекращению Войны за австрийское наследство 1740—1748 годов. Он был назначен лордом-лейтенантом Ирландии с 1747 по 1751 год , и хотя его активная военная карьера завершилась в 1720 году, он получил ряд повышений по службе, получив чины генерал-майора (1735), генерал-лейтенанта (1739) и генерала от инфантерии в 1747 году .
Граф Харрингтон скончался в Лондоне 8 декабря 1756 года. Ему наследовал его старший сын Уильям Стэнхоуп, 2-й граф Харрингтон.

## Семья
Около 1718 года он женился на Энн Гриффит (? — 18 декабря 1719), дочери полковника Эдварда Гриффита и Элизабет Лоуренс. У супругов было двое сыновей-близнецов:
- Уильям Стэнхоуп, 2-й граф Харрингтон (18 декабря 1719 — 1 апреля 1779), старший сын и преемник оцта.
- Достопочтенный Томас Стэнхоуп (18 декабря 1719 — 12 января 1743).